# Elecciones parlamentarias de Eslovenia de 2018
Las elecciones parlamentarias se celebraron en Eslovenia el 3 de junio de 2018. Originalmente se esperaba que las elecciones se celebraran el 10 de junio de 2018, pero después de la renuncia del primer ministro Miro Cerar el 14 de marzo de 2018, todos los partidos pidieron adelantar las elecciones. Fueron las terceras elecciones adelantadas consecutivas después de 2011 y 2014.

## Sistema electoral
Los 90 miembros de la Asamblea Nacional son elegidos por dos métodos: 88 son elegidos por representación proporcional de listas abiertas en ocho distritos electorales de 11 escaños y los escaños se asignan a los partidos a nivel del distrito utilizando el cociente Droop. Los Diputados elegidos se identifican clasificando a todos los candidatos de un partido en un distrito electoral por el porcentaje de votos que recibieron en su distrito. Los asientos que permanecen sin asignar se asignan a los partidos a nivel nacional utilizando el método d'Hondt con un umbral electoral del 4%.
Aunque el país está dividido en 88 distritos electorales, los diputados no son elegidos en todos los 88 distritos. En algunos distritos se elige a más de un diputado, lo que da como resultado que algunos distritos no tengan un diputado electo (por ejemplo, 21 de los 88 distritos electorales no tenían un diputado electo en las elecciones de 2014). Los partidos deben tener al menos el 35% de sus listas de cada sexo, excepto en los casos en que solo haya tres candidatos. Para estas listas, debe haber al menos un candidato de cada género.
Dos diputados adicionales son elegidos por las minorías italianas y húngaras. Los votantes clasifican a todos los candidatos en la papeleta usando números (1 es la prioridad más alta). A un candidato se le otorga la mayor cantidad de puntos (igual al número de candidatos en la papeleta) cuando un votante los clasifica primero. El candidato con la mayoría de los puntos gana.

## Resultados
| Party/alliance      | Party/alliance                                       | Votes                                    | %                                        | Seats | +/–   |
| ------------------- | ---------------------------------------------------- | ---------------------------------------- | ---------------------------------------- | ----- | ----- |
|                     | Partido Demócrata Esloveno                           | 222.042                                  | 24,92                                    | 25    | +4    |
|                     | Lista de Marjan Šarec                                | 112,250                                  | 12.60                                    | 13    | Nuevo |
|                     | Social Demócratas                                    | 88.524                                   | 9,93                                     | 10    | +4    |
|                     | Partido Moderno del Centro                           | 86.868                                   | 9,75                                     | 10    | –26   |
|                     | La Izquierda                                         | 83.108                                   | 9,33                                     | 9     | +3    |
|                     | Nueva Eslovenia - Demócratas Cristianos              | 63.792                                   | 7,16                                     | 7     | +2    |
|                     | Partido de Alenka Bratušek                           | 45.492                                   | 5,11                                     | 5     | +1    |
|                     | Partido Democrático de los Pensionistas de Eslovenia | 43.889                                   | 4,93                                     | 5     | –5    |
|                     | Partido Nacional Esloveno                            | 37.182                                   | 4,17                                     | 4     | +4    |
|                     | Partido Popular Esloveno                             | 23.329                                   | 2,62                                     | 0     | 0     |
|                     | Partido Pirata                                       | 19.182                                   | 2,15                                     | 0     | 0     |
|                     | Buen País                                            | 13.540                                   | 1.52                                     | 0     | –1    |
|                     | Verdes de Eslovenia                                  | 9.708                                    | 1,09                                     | 0     | –2    |
|                     | Lista del periodista Bojan Požar                     | 7.835                                    | 0,88                                     | 0     | 0     |
|                     | Por una Sociedad Saludable                           | 5.548                                    | 0,62                                     | 0     | 0     |
|                     | Eslovenia Unida                                      | 5.287                                    | 0,59                                     | 0     | 0     |
|                     | Izquierda Unida y Unidad                             | 5.072                                    | 0,57                                     | 0     | –1    |
|                     | Movimiento Juntos hacia Adelante                     | 4.345                                    | 0,49                                     | 0     | 0     |
|                     | Salva a Eslovenia de la Elite y Magnates             | 3.672                                    | 0,41                                     | 0     | 0     |
|                     | Partido Económico Activo                             | 3,132                                    | 0.35                                     | 0     | 0     |
|                     | Solidaridad - ¡Por Una Sociedad Justa!               | 2.184                                    | 0.25                                     | 0     | 0     |
|                     | Derecha Unida                                        | 2.141                                    | 0,24                                     | 0     | 0     |
|                     | Partido Socialista de Eslovenia                      | 1.551                                    | 0,17                                     | 0     | 0     |
|                     | Partido del Pueblo Esloveno                          | 1.237                                    | 0,14                                     | 0     | 0     |
|                     | Eslovenia en Adelante                                | 187                                      | 0.02                                     | 0     | 0     |
|                     | Minorías nacionales italianas y húngaras             | Minorías nacionales italianas y húngaras | Minorías nacionales italianas y húngaras | 2     | 0     |
| Votos nulos/blancos | Votos nulos/blancos                                  | 10.357                                   | –                                        | –     | –     |
| Total               | Total                                                | 901.454                                  | 100                                      | 90    | –     |
| Participación       | Participación                                        | 1,712,676                                | 52.64                                    | –     | –     |
| Fuente: Volitve     |                                                      |                                          |                                          |       |       |

## Elección del primer ministro
| Elección del primer ministro |            | |       |
| Asamblea Nacional            | Voto       | Partidos                                                                                           | Votos |
| Marjan Šarec                 | Sí         | Gobierno: LMS (13), SD (10), SMC (10), SAB (5), DeSUS (5) Apoyo: Levica (9), Minorías (2), NSi (1) | 55/90 |
| Marjan Šarec                 | No         | SDS (25), NSi (6)                                                                                  | 31/90 |
| Marjan Šarec                 | Abstención | SNS (4)                                                                                            | 4/90  |